# Philolaos van Thebe
Philolaos van Thebe (7e eeuw v.Chr.) was een Korinthiër van het huis van de Bacchiadae. Hij was dolverliefd op een jongeman Diocles genaamd, die de Olympisch overwinnaar, was en vergezelde deze toen deze Korinthe verliet, nadat diens moeder Halcyone hem op een onbetamelijke manier had trachten te verleiden. Samen vestigden ze zich in Thebe, waar beiden stierven en hun tombes stonden tegenover elkaar zodat je bij die Philolaos Korinthe kon zien, maar bij die van Diocles weggekeerd was van Korinthe uit Diocles' afkeer voor zijn moeders gedrag.
Daar stelde Philolaos enkele wetten voor. Zijn wetten waren aristocratisch van inslag. Zo verplichtte hij kinderloze grondeigenaars te adopteren, opdat de macht van de aristocratie bewaard bleef zodat de stukken land voor eeuwig even groot zouden blijven. Hij introduceerde ook een wet voor gelijke verdeling van goederen.

## Antieke bron
- Aristoteles, Pol. II 12.1274a-b.

## Referentie
- C.P. Mason, art. Philolaus (2), in W. Smith, A dictionary of Greek and Roman biography and mythology, Londen, 1873, p. 304.